# Vrhovlje pri Kožbani
Vrhovlje pri Kožbani este o localitate din comuna Brda, Slovenia, cu o populație de 19 locuitori.